# ريتشارد جانفرين
السير هيو ريتشارد بينيست جانفرين (مايو 1915 - 15 يناير 1993) كان ضابطًا في البحرية الملكية عمل كنائب لرئيس هيئة الأركان البحرية (1966-1968) وضابط القيادة الجوية البحرية (1968-1970).

## مسيرته المهنية
تلقى تعليمه في الكلية البحرية الملكية ، دارتموث ، انضم جانفرين إلى البحرية الملكية في عام 1929 وتخصص في المراقبة الجوية . 
تم تعيينه كملازم ثانوي في 16 يناير 1936 ، وتمت ترقيته إلى ملازم في 1 أكتوبر 1937.
خدم جانفرين في الحرب العالمية الثانية وعمل كمراقب في معركة تارانتو في نوفمبر 1940 .
لخدمته ، حصل على صليب الخدمة المتميزة في 20 مايو 1941. 
كقائد ملازم في نهاية الحرب ، تمت ترقيته إلى قائد ملازم في 1 أكتوبر 1945.
تمت ترقيته إلى قائد في 31 ديسمبر 1948 ،  حصل جانفرين على قيادة المدمرة برودسوورد في عام 1951.
تمت ترقيته إلى قبطان في 30 يونيو 1954 ،  و حصل على قيادة غرينفيل وسرب التدريب الثاني عام 1957 ،  وحاملة الطائرات فيكتوريوس في عام 1959. 
تم تعيينه مديرا لقسم سياسة التكتيكات والأسلحة في الأركان البحرية الأميرالية من 1962 إلى 1963.
تمت ترقيته إلى رتبة أميرال في 7 يناير 1964 ،  عين ضابط حاملات الطائرات في نفس العام 
أصبح جانفرين نائبًا لرئيس هيئة الأركان البحرية عام 1966 وتمت ترقيته إلى نائب أميرال في 27 نوفمبر 1967. 
تم تعيينه ضابط للقيادة الجوية البحرية في عام 1968 ،  وقائد فارس في 1969 كتكريم لالعام الجديد .  تم وضعه في قائمة المتقاعدين في 15 يناير 1971. 

## عائلته
في عام 1938 تزوج من نانسي إديث فيلدنغ. وكان لديهم ابنان (سيمون وروبن ). 
توفي في 15 يناير 1993 ، عن عمر يناهز 77 عامًا. 